# Teleki Géza (politikus)
Széki gróf Teleki Géza (Dés, 1843. szeptember 28. – Budapest, 1913. szeptember 27.) magyar író és politikus, valóságos belső titkos tanácsos, országgyűlési képviselő és belügyminiszter, az MTA igazgatótanácsának tagja (1899), 1894-től 1913-ig a Magyar Történelmi Társulat elnöke.Országos Magyar Bányászati és Kohászati Egyesület elnöke.Gróf Teleki Pál földrajztudós, miniszterelnök apja, gróf Teleki Géza geográfus-geológus, egyetemi tanár, politikus, olimpikon nagyapja.

## Családja és származása
A főnemesi széki gróf Teleki család római katolikus ágának a sarja. Teleki Ede (1813–1875) gróf, nagybirtokos, és hallerkeöi Haller Matild (1817–1892) grófnő fiaként született. Apai nagyszülei gróf Teleki Ferenc (1785–1831), földbirtokos, és széki gróf Teleki Karolina (1780–1867) voltak. Az anyai nagyszülei hallerkeöi Haller János (1777–1847), földbirtokos, és fáj Fáy Konstancia voltak.

## Élete
Középiskolai tanulmányait Nagybányán, Nagyváradon és Marosvásárhelyt végezve, gazdaságot tanulni a hohenheimi akadémiára ment, majd a jogi tanulmányok befejezése után Kővárvidéken volt tiszteleti jegyző. Kővár vidéke külön törvényhatóságának feloszlatása után, Szatmár vármegye közügyeiben vett részt, mint a közigazgatási bizottság tagja. 1875-ben választották meg első ízben országgyűlési képviselőnek a kisnyírjesi kerületből; attól fogva hetedízben képviselte a jelenlegi somkúti kerületet. 
A Szabadelvű Párt híve volt, Kovách László halála után a képviselőház háznagyává választották meg, de csakhamar, midőn Tisza Kálmán a miniszterelnöki széket elfoglalta és a belügyi tárcától megvált, 1889. június 16-án ő lett a Tisza-kabinet belügyminisztere és Tibád Antal államtitkárjával ő dolgozta ki a közigazgatási reformjavaslatokat. Tisza Kálmánnal együtt 1890. március 15-én ő is kilépett a miniszterségből és ekkor valóságos belső titkos tanácsossá nevezték ki; a Magyar Tudományos Akadémia 1899. május 4-én választotta meg az igazgatótanács tagjává. Hivatalától megválván, társadalmi munkásságra szentelte idejét és több tudományos és jótékony egyesület és részvénytársaság élén állt, nevezetesen 1894-től a Magyar Történelmi Társulat elnöke, a Petőfi Társaság tiszteletbeli tagja, Klotild nevét viselő árvagyermekeket nevelő budai szeretetház és a szegény szermekek nyári szünidői menházairól és üdüléséről gondoskodó egyesület, a fehérkereszt egyesület lelencházának sat. elöljárója volt.
Elbeszéléseket írt a Fővárosi Lapokba (1864-71); egy ismert népdalokból összeállított népdalművet is szerkesztett és a történelmi társulat közgyűlésein mondott beszédeit a Századok közölte.

## Házassága és gyermeke
1871. augusztus 28-án Pesten, vette feleségül Muratty Irén (*Pest, 1852. október 15.–†Budapest, 1941. október 28.) kisasszonyt, akinek a szülei Konstantin Muráty Szilárd (1817–1886), nagykereskedő, nagybirtokos, és Sacelláry Mária (1820–1900) voltak. Teleki Géza gróf és Muratty Irén frigyéből született: 
- széki gróf Teleki Pál (Budapest, 1879. november 1. – Budapest, 1941. április 3.), földrajztudós, A Magyar Királyság miniszterelnöke.

## Főbb művei
- Egy rút hölgy története. (Regény, írta Dincklage Campe bárónő, ford... és Szépfaludy Ő. Ferencz. Pest, 1872)
- Az elhagyott kisdedeket (lelenczeket) falusi telepen, családban kell nevelni. (Tervezte a lelenczügy rendezésére. Budapest, 1893)
- A lelenczügy rendezése. (Írta és a millenniumi közegészségügyi és orvosügyi kongresszusnak 1896. szeptember 15. tartott ülésén felolvasta. Budapest, 1896)
- Teleki Mihály anyja (Budapest, 1904, Különnyomat a Századokból).